# Incurviseta biseriata
Incurviseta biseriata är en tvåvingeart som beskrevs av Malloch 1927. Incurviseta biseriata ingår i släktet Incurviseta och familjen lövflugor. Inga underarter finns listade i Catalogue of Life.